# Jamie Herrell
Jamie Herrell (sinh ngày 12 tháng 7 năm 1994) là một diễn viên người Mỹ gốc Philippines, MC, vũ công và nữ hoàng sắc đẹp. Cô đã chiến thắng cuộc thi Hoa hậu Trái Đất Philippines 2014 và Hoa hậu Trái Đất 2014. Cô còn vinh dự khi là người nhận Giải thưởng Cá nhân xuất sắc trong Lễ trao giải Ngày Hiến chương Thành phố Cebu lần thứ 80 bởi những người ủng hộ các hoạt động vì môi trường của cô.

## Cuộc sống và sự nghiệp

### Thời thơ ấu và khi bắt đầu sự nghiệp
Herrell sinh ngày 12 tháng 7 năm 1994 ở Glendora, phía tây Los Angeles, California, Hoa Kỳ. Bố cô là James Edward Herrell (22 tháng 4 năm 1934 – 1 tháng 3 năm 2013),, một người Mỹ đến từ Seattle, Washington, mẹ cô là Mary Snow "Snowie" del Rosario (sinh ngày 15 tháng 10 năm 1961),,một người Philippines Medellin, Cebu.
Hồi nhỏ, cô sống ở Mỹ và sau đó định cư ở Thành phố Cebu. Ở đó, cô là Sinh viên Truyền thông Đại chúng tại Trường Đại Học San Jose-Recoletos trước khi chuyển sang Học viện Điện ảnh và Truyền hình Quốc tế để học diễn xuất. Bên cạnh việc học,cô còn quản lý công ty khiêu vũ của riêng mình có tên Mactan Dynamics. Cô cũng là cựu giám quản lý của Solid Source Trading cho Vùng Visayas. Cô đã tham gia một vài quảng cáo và phim ngắn trước khi tham gia các cuộc thi sắc đẹp.

### Trước cuộc thi Hoa hậu Trái Đất
Cô dự thi cuộc thi Hoa hậu Thế giới Manila 2013 nhưng không dành được giải thưởng nào. 
Cô thắng được ba giải thưởng trong năm 2013: Sinulog Festival Queen 2013, Miss MegaCebu 2013 và Reyna ng Aliwan 2013.

### Hoa hậu Trái Đất Philippines 2014
Herrell tham dự và giành vương miện Hoa hậu Trái Đất Philippines trong đêm chung kết diễn ra tại Khu Thương mại Asia Arena vào ngày 11 tháng 5 năm 2014. Vượt qua 49 người đẹp khác, cô giành quyền đại diện cho Philippines tại Hoa hậu Trái Đất 2014.
Trong phần thi trả lời ứng xử của Top 5, Jamie đã nhận được câu hỏi: "Bạn có nghĩ rằng chúng ta, loài người, đã là những đứa con ngoan của mẹ Trái Đất?" Câu trả lời của cô:
Thành thật mà nói, theo tôi, chúng tôi chưa phải là những đứa con ngoan. Trên thực tế, tôi tin rằng chúng tôi là người gây ra các vấn đề của bà, chúng tôi đã sinh ra biến đổi khí hậu và lũ lụt. Nhưng bù lại, nếu chúng ta có thể giúp và cứu mẹ Trái Đất,  bà cũng sẽ giúp chăm sóc chúng tôi. - Cô trả lời.
.

## Hoa hậu Trái Đất 2014

### Đăng quang
—Câu trả lời của Jamie khi được hỏi:"Nếu bạn đăng quang trong tối nay, bạn sẽ làm gì để giảm và đảo ngược tình trạng nóng dần lên của Trái Đất?".
Chiến thắng Hoa hậu Trái Đất Philippines 2014, Jamie trở thành đại diện cho Philippines tại Hoa hậu Trái Đất 2014.
Ngày 29 tháng 11 năm 2014, cô được trao vương miện Hoa hậu Trái Đất 2014 tại Nhà hát Trường Đại học Philippines bởi Alyz Henrich, Hoa hậu Trái Đất 2013 đến từ "cường quốc hoa hậu" Venezuela. Cô là người thứ hai mang chiến thắng này về cho Philippines sau khi Karla Paula Henry đăng quang vào năm 2008.

### Hoạt động truyền thông về môi trường
Một ngày sau khi giành chiến thắng,cô đã làm khách mời trong chương trình trò chuyện nổi tiếng ở Philippines The Buzz và nói về chiến thắng của mình.
Ngày 16 tháng 12 năm 2014, Herrell, với tư cách là một thành viên của EcoWaste Coalition đã tới một trường học ở Paco, Manila để tuyên truyền  chống lại việc sử dụng pháo để tránh bị thương và ô nhiễm trong năm mới.